# Універмаг братів Яблковських (Варшава)
Універмаг братів Яблковських у Варшаві — варшавський універмаг, побудований у 1913–1914 роках за адресою вул. Брацька, 25.

## Історія
Універмаг братів Яблковських розпочав свою діяльність 7 листопада 1914 року. Завдяки прямим джерелам від виробників компанія усунула посередницьку мережу і змогла запропонувати клієнтам дешевший товар. Щоб зробити шопінг приємнішим, на третьому поверсі було відкрито кав'ярню, а влітку на терасі на даху подавали кефір і фруктовий сік, пропагуючи ідеї здорового харчування. 

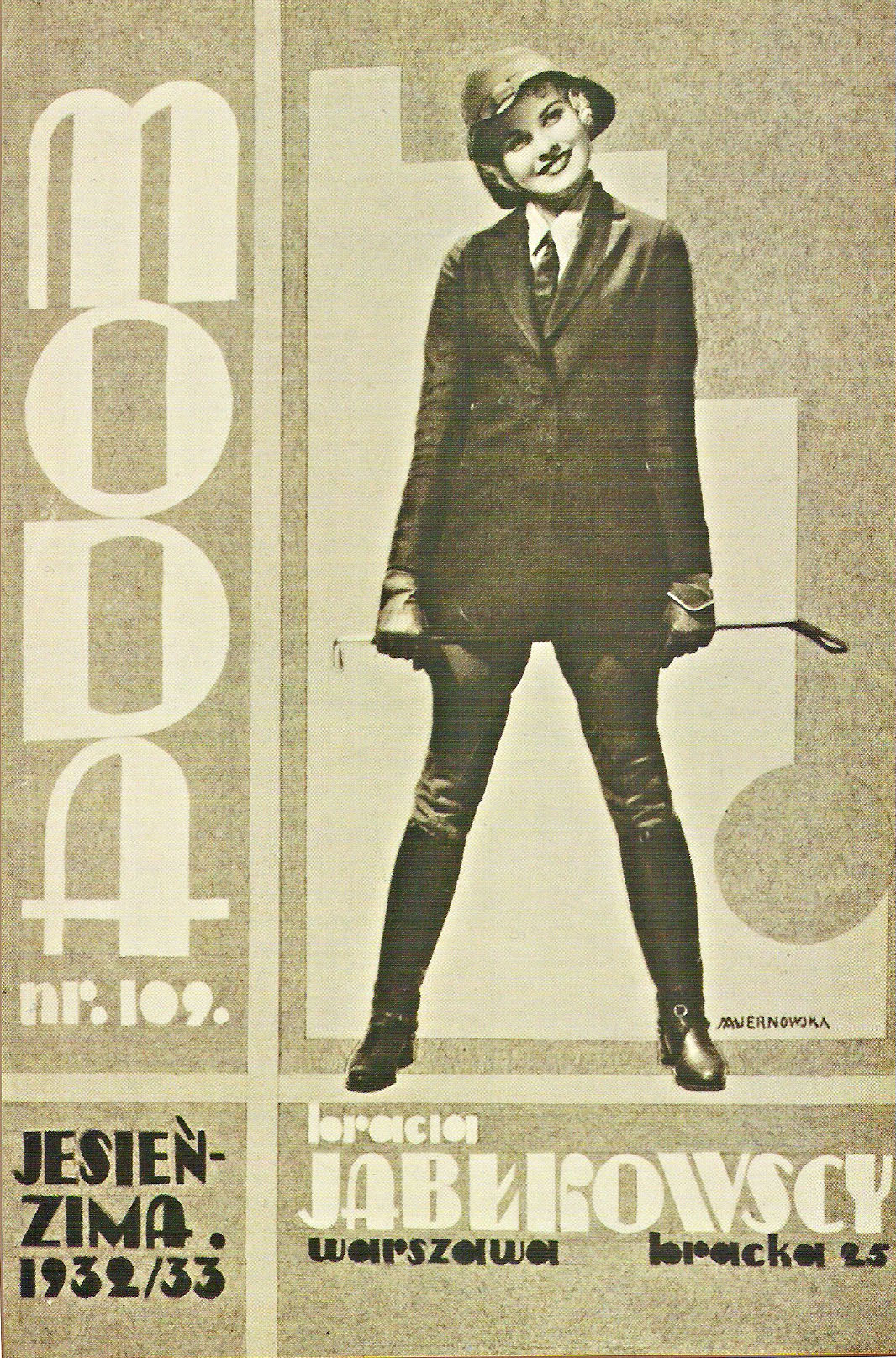
Обкладинка журналу з модою, осінь-зима 1932/1933

 Універмаг пережив найбільшу популярність у міжвоєнний період. До 1939 року це був єдиний універмаг цього типу у Варшаві та найбільший універмаг у Польщі; проводив також продаж замовлень поштою. Працівників компанії відправляли на модні покази в Париж, щоб там підглянути останні модні колекції. 
Будівля також була відкрита під час окупації. Під час Варшавського повстання компанія підтримувала повстанців, надаючи їм одяг, взуття та продукти харчування. Тут вироблялися також і боєприпаси. Як одна з небагатьох будівель у цьому районі Варшави, універмаг братів Яблковських благополучно пережив бомбардування міста. У 1945 році продажі відновились, а УНРРА розповсюджувала товари. 
У травні 1950 року будівлю забрали у родини Яблковських, а універмаг було націоналізовано. З 1951 по 1970 рік в будівлі розміщувався Центральний дитячий будинок, потім Будинок взуття та офіси, а з 1992 року торговий дім "Арка". 
У червні 1996 року було відновлено фірму Брати Яблковські, і комерційну будівлю за адресою Брацька, 25 (пол. ul.Bracka, 25) їй повернули. 
У 2010 році розпочалося будівництво нового універмагу на розі вулиць Брацька та Хмільна (пол. ul.Chmielna), але замість магазинів тут було заплановано офісну будівлю, яка була введена в експлуатацію у вересні 2011 року. 

### Будівля
Модерна будівля на вулиці Брацькій, 25 була споруджена у 1913–1914 роках за проєктом Кароля Янковського та Францішека Лілпопа для потреб компанії «Брати Яблковські», заснованої наприкінці XIX століття. Автори були натхнені великими французькими та німецькими універмагами, особливо будинком Вертхейм, запроектованим Альфредом Месселем у Берліні. 
Вітрини розділені великими профільованими стовпами, а вхід розміщений у поглибленні, підтримуваному двома доричними колонами. Будівля була побудована на основі залізобетонної конструкції. У простому, функціональному інтер’єрі заслуговують на увагу репрезентативні сходи, освітлені напівкруглими вікнами з вітражами, розробленими Едмундом Бартломейчиком, та виконаних у студії В. Скібіньського, зображуючи вишуканих мешканок міста з різних епох. У будівлі був встановлений перший скляний ліфт у Варшаві. 

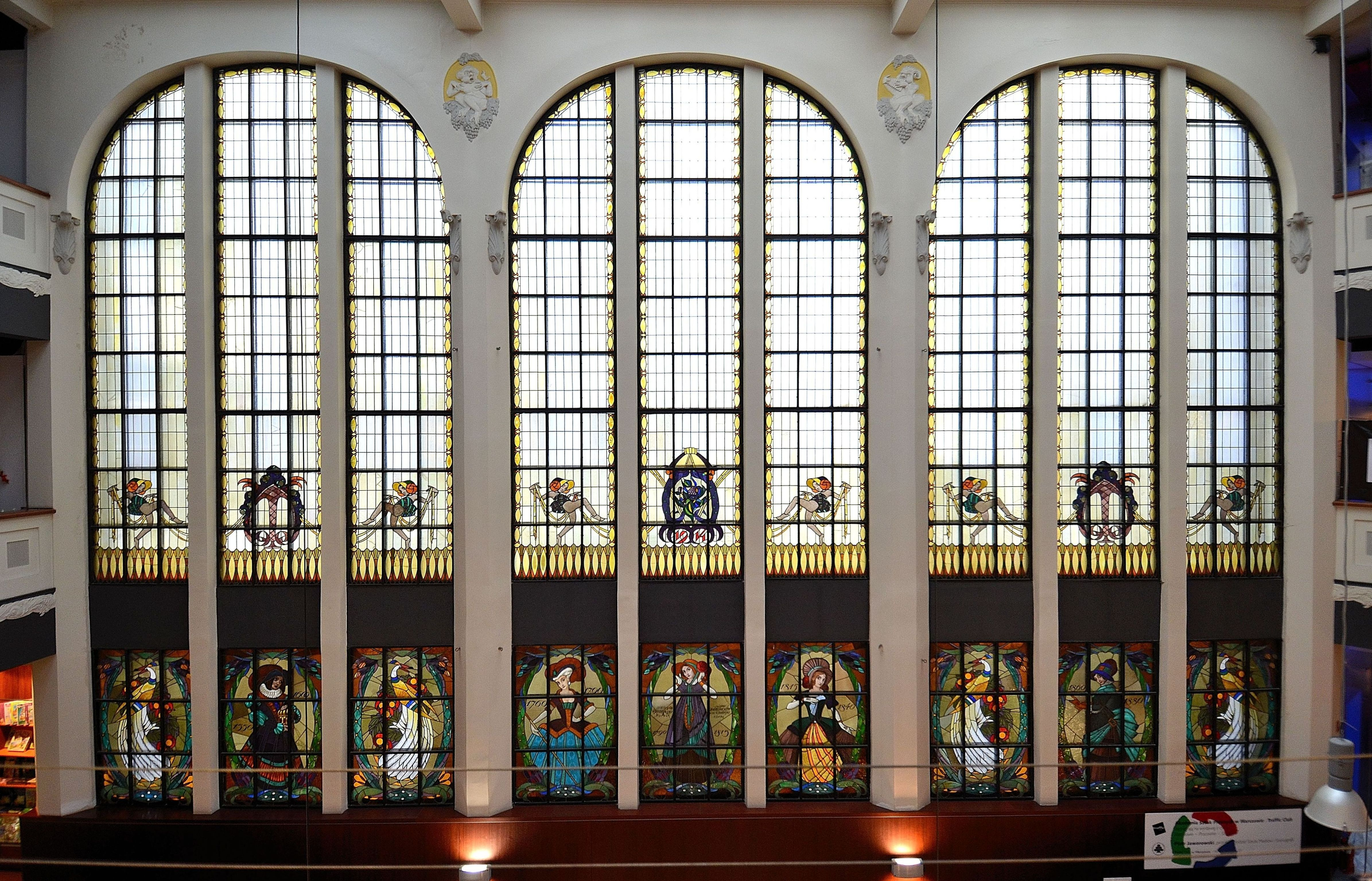
Вітражі в універмазі

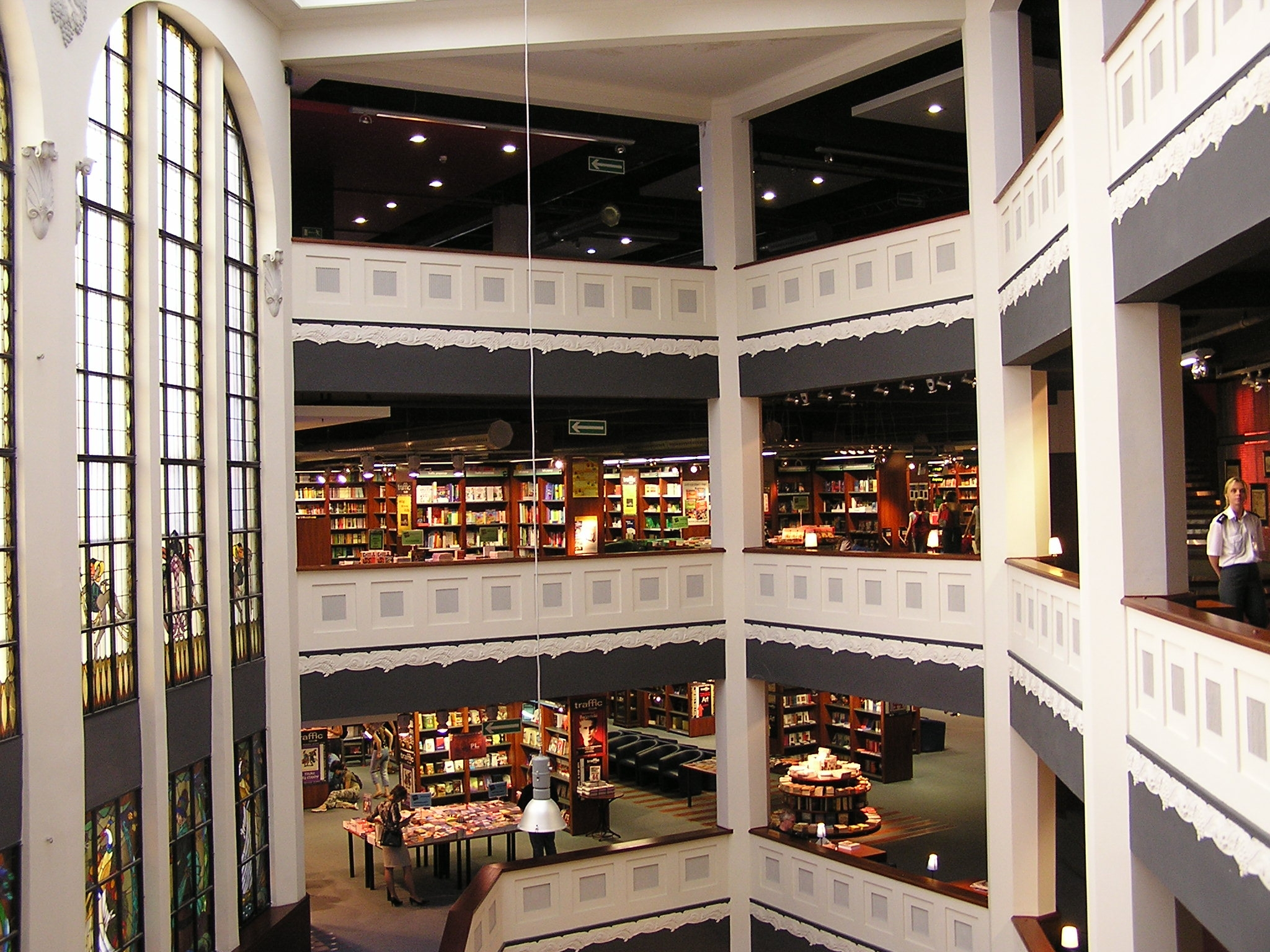
Інтер'єр універмагу

Під час оновлення фасаду будівлі у 2017 році колір фасаду було змінено з коричневого на попередній  — сірий, відновили гіпсову штукатурку та металоконструкції.

### Новий Будинок Яблковських

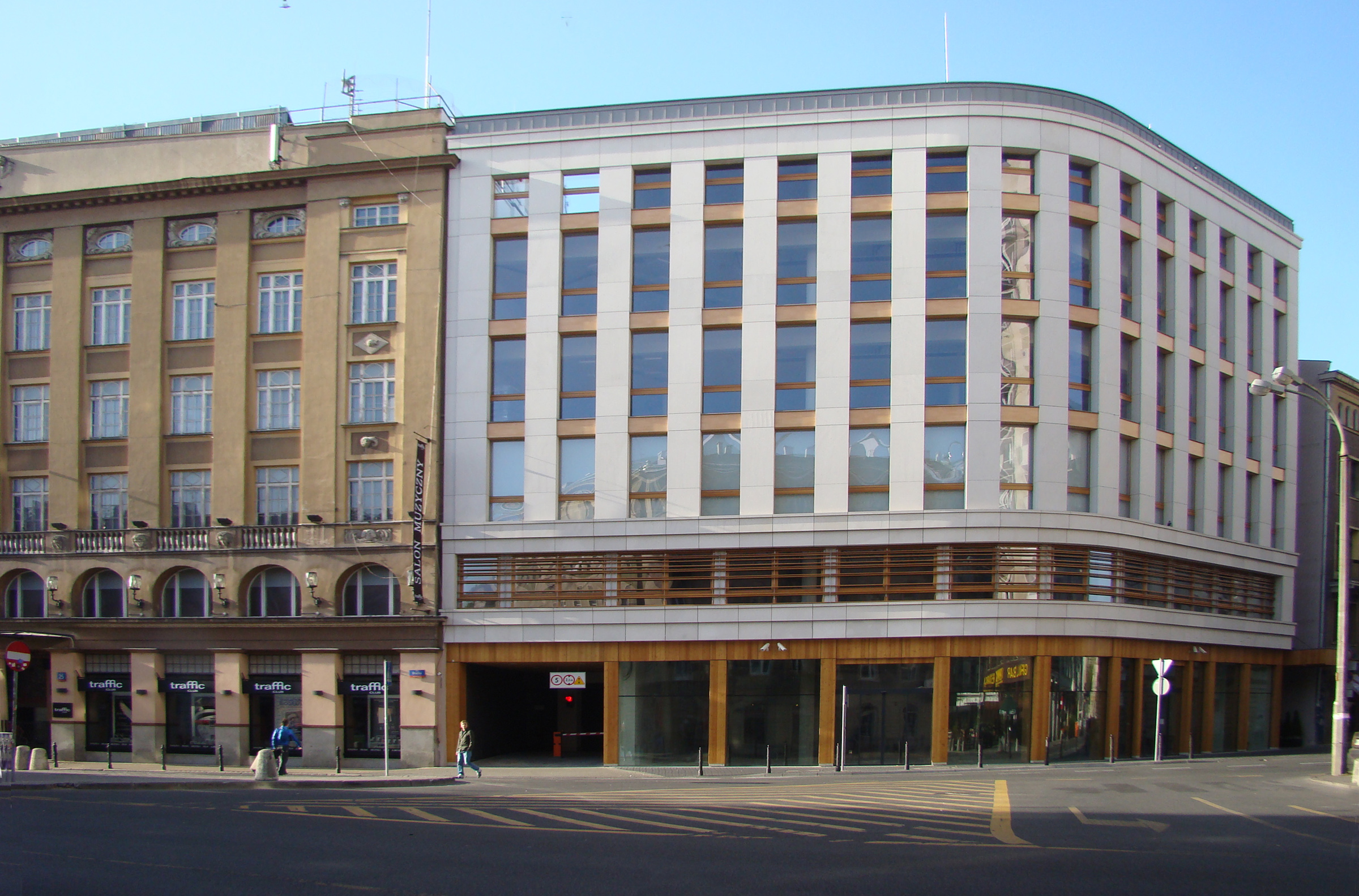
Новий будинок Яблковських, 2011 рік

Новий дім братів Яблковських, розроблений архітекторами Ришардом Гіртлером та Марією Гіртлер-Шимборською, має шість надземних поверхів, перший поверх (партер) —  для послуг (салон мобільних телефонів), а поверхи для офісів. Передбачено можливість зробити великий отвір для крана та ескалатора в стелі над цокольним поверхом, що дозволило б запровадити надання послуг також на першому поверсі, а можливо і під землею. Вхід до будівлі знаходиться зі сторони вулиці Хмільної. 
Фасади будівлі підтримуються в масштабі, сумісному із старою будівлею універмагу. Для облицювання застосовувались сірий піщаник та сибірська модрина. Кут будівлі був розроблений за арочним планом, фасади з вулиць Брацької та Хмільної плавно зливаються в цілісність. Будівля обладнана дворівневою підземною автостоянкою.